# Cabo Curioso
El Cabo Curioso es un accidente geográfico costero ubicado en el departamento Magallanes en la Provincia de Santa Cruz (Argentina), más específicamente en la posición 49°11′00″S 67°37′00″O / -49.18333, -67.61667. Se encuentra a aproximadamente a 15 km al norte de la ciudad de Puerto San Julián, en la margen norte de la boca de entrada a la Bahía de San Julián. El cabo Curioso presenta una costa acantilada, y extensas plataformas de abrasión compuestas por sedimentarias consolidadas Este cabo, junto con una línea imaginaria con la Punta Desengaño, delimita el sector interno de la bahía de San Julián.
En este cabo se asienta el Faro Cabo Curioso, que es un faro no habitado de la Armada Argentina que fuera puesto en servicio el día 1° de agosto de 1922.
La zona de Cabo Curioso es un importante lugar de esparcimiento para los pobladores de las ciudades cercanas, principalmente de Puerto San Julián. El paisaje que generan las bajantes, con extensas restingas de barro y arena, son ideales para realizar caminatas o bañarse en los piletones que se forman. En la playa y sus cercanías existen también lugares reparados para acampe, así como fogones.